# Neunzig-Grad-Ost-Rücken
Der Neunzig-Grad-Ost-Rücken ist ein inaktiver vulkanischer Rücken im Indischen Ozean, der sich etwa von den Nikobaren im Norden bis zu dreißig Grad südlicher Breite erstreckt. Seinen Namen erhielt der Rücken dank der Tatsache, dass er in seinem Verlauf von Nord nach Süd ziemlich genau dem neunzigsten östlichen Längengrad folgt. 

## Entstehung und Morphologie
Die Entstehung des Rückens wird heute im Allgemeinen dem Kerguelen-Hotspot zugeordnet. Durch die Drift der Indischen Platte über den stationären Hotspot entstand aufgrund der großen Mengen des ausgestoßenen Basaltes nach und nach die langgestreckte Struktur des Rückens, mit dessen Hilfe sich auch die Drift der Indischen Platte im Lauf der letzten etwa 80 Jahrmillionen nachvollziehen lässt. Vor etwa vierzig Millionen Jahren bildete sich die Spreizungsachse, die heute die Indische und die Antarktische Platte auseinanderdriften lässt. Dabei trennte sich das Broken-Ridge-Plateau vom Kerguelen-Plateau, und die Driftrichtung der Indischen Platte änderte sich, was sich durch einen Knick in der Ausrichtung des Neunzig-Grad-Ost-Rückens in Richtung Südsüdwest nachvollziehen lässt.  
Der Rücken spielte auch eine entscheidende Rolle bei der Entwicklung des Bengalischen Tiefseefächers. Bedingt durch die Subduktion des Meeresbodens im Sundagraben näherte er sich mehr und mehr den Nikobaren an und schloss im frühen Quartär schließlich die Lücke, sodass der dahinterliegende Teil des Bengalfächers von der Sedimentzufuhr abgeschnitten wurde. Der heute auch als Nikobar-Fächer bezeichnete Teil des Fächers weist daher wesentlich geringere Sedimentdicken auf als der östlich gelegene Hauptfächer.